# گمینا بولکوو
گمینا بولکوو (به لهستانی:  Gmina Bolków) یک گمینا در لهستان است که در شهرستان یاوور واقع شده‌است. گمینا بولکوو ۱۵۲٫۸۵ کیلومتر مربع مساحت و ۱۱٬۰۴۷ نفر جمعیت دارد.

## خواهرخوانده
شهر برکن، نوردراین-وستفالن خواهرخواندهٔ گمینا بولکوو هست.